# Estate (Fiori e Maratta)
L'Estate di Mario de' Fiori e Carlo Maratta è uno dei dipinti della serie Le Quattro Stagioni che sono esposti a palazzo Chigi di Ariccia.

## Descrizione
Il cardinale Flavio Chigi commissionò i dipinti allegorici Le Quattro Stagioni per una sala del suo palazzo di Ariccia. I quadri dovevano  avere la stessa misura, cornice identica ed essere presentati in sequenza su una parete. Mario de' Fiori (il cui vero nome era Mario Luzzi) fu incaricato di orchestrare e suddividere il lavoroː Luzzi  avrebbe dipinto le decorazioni floreali, mentre ad altri quattro pittori erano riservate le figure allegoriche. Per prima cosa furono dipinte le figure, poi Mario Luzzi riempi di trofei di fiori gli spazi lasciati vuoti. Filippo Lauri completò con figure La Primavera, Carlo Maratta completò L'Estate, Giacinto Brandi L'Autunno e Bernardino Mei L'Inverno. «Ne è stato appena terminato il restauro dalla Soprintendenza , dopo l'acquisto del Palazzo da parte del Comune di Ariccia.»

### Dall'Archivio Chigi
Un documento che è conservato nell'Archivio Chigi riferisce in dettaglio lo stato dei pagamenti, alla data 24 dicembre 1659. L'amministrazione di casa Chigi si occupa in questo giorno non solo delle Quattro Stagioni, ma anche di un ritratto di Luzzi, visto dal pittore Giovanni Maria Morandi, mentre dipinge un trofeo di fiori realizzato da Mario de' Fiori. Il testo del documento è questo:
«Il S. Mario ha fatto per serv, et ord. di S. Em.za cinque pezzi di quadri p.mi 9 e 6, cioè uno con il suo ritratto che dipinge fiori, et nelli altri quattro le quattro stagioni - nella Primavera ha dipinto le figure Filippo Lauri pag.to sc. 60 - nell'Estate ha dipinto le figure Carlo Maratta pagato da sua Em.za - nell'Autunno ha dipinto le fig. Giacinto Brandi da pagarsi da sua Em.za - nell'Inverno ha dipinto le figure il S. Bernardino Mei da pagarsi da S. Em.za - nel quadro del ritratto fatto da Gio Ma. Morandi pagato dal Mario sc. 50.»

### L'Estate
Carlo Maratta non era nuovo alla collaborazione con altri pittori famosi: aveva infatti lavorato con Gaspard Dughet, inserendo le figure nei suoi paesaggi. Nella pittura barocca romana gli oggetti puramente decorativi, come i fiori e i frutti, non erano meno importanti dei paesaggi e delle figure. Nella composizione di un dipinto barocco tutti gli elementi dovevano essere armonicamente distribuiti ed evidenziati. Con l'esplosione di vitalità di Mario dei Fiori, ognuno dei pittori che collaborarono dovette fare i conti e ottenne un risultato diverso. Carlo Maratta, rispetto agli altri tre artisti, aveva un ruolo dominante nel panorama artistico romano del tempo e se ne servì.  

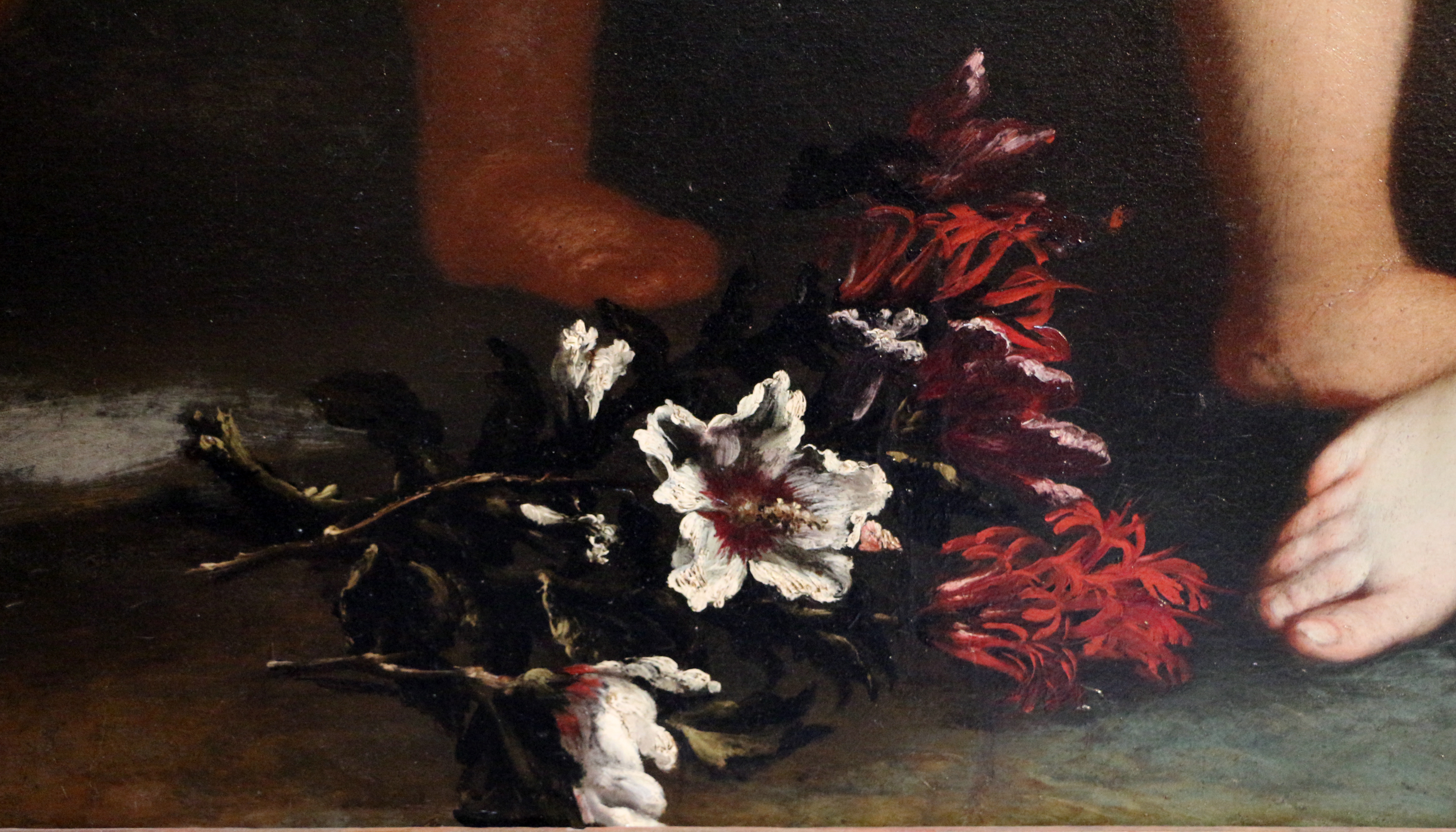
Mario Nuzzi e Carlo Maratta, L'estate (palazzo Chigi di Ariccia) part.

Nel dipinto L'Estate la figura di Cerere, impostata in diagonale mentre si acconcia allo specchio, è centraleː quasi giunonica e poco classica, con la sua torsione elegante, con il gesto lezioso col quale tiene tra le dita un nastro azzurro per i capelli, domina e coordina le decorazioni floreali e il gioco dei putti, di cui alcuni sono in piena luce e il loro incarnato è chiaro e levigato, mentre altri sono invece in ombra, in un gioco chiaroscurale che accentua la profondità e la mobilità della scena. 
Un cielo azzurro, attraversato da nuvole grigie, si stende sopra un'isola amena e tenera che sembra galleggiare sull'acqua. Alla luminosità dell'aria che proviene dallo sfondo si adegua la delicata tavolozza degli incarnati di Cerere e dei putti in piena luce. I trofei floreali di Mario Luzzi - un po' in ombra oppure in piena evidenza - accompagnano elegantemente le figure, in una varietà di registri tonali e di forme che appare qui meno esuberante, rispetto a quella delle altre tre stagioni.